# Ла-Моль
Ла-Моль (фр. La Môle) — коммуна на юго-востоке Франции в регионе Прованс — Альпы — Лазурный берег, департамент Вар, округ Драгиньян, кантон Сент-Максим.
Площадь коммуны — 45,28 км², население — 913 человек (2006) с выраженной тенденцией к росту: 1198 человек (2012), плотность населения — 26,0 чел/км².

## Географическое положение
Коммуна расположена между коммунами Коголен и Борм-ле-Мимоза, на отрогах горного массива Мор. До 1949 года в состав коммуны Ла-Моль входила также и территория ныне самостоятельной (отдельной) коммуны Райоль-Канадель-сюр-Мер.

## Население
Начиная с 1962 года (уже более 50 лет) в коммуне наблюдается постоянный рост численности населения. Так, в 1962 году здесь насчитывалось 262 жителя, в 1990 году — уже 616, в 2011 году население коммуны составило 1108 человек, а в 2012 году — 1198 человек.
| 1962 | 1968 | 1975 | 1982 | 1990 | 1999 | 2004 | 2006 | 2009 | 2011 | 2012 |
| ---- | ---- | ---- | ---- | ---- | ---- | ---- | ---- | ---- | ---- | ---- |
| 262  | 286  | 282  | 344  | 616  | 797  | 806  | 913  | 999  | 1108 | 1198 |

Динамика населения:

## Экономика
В 2010 году из 740 человек трудоспособного возраста (от 15 до 64 лет) 584 были экономически активными, 156 — неактивными (показатель активности 78,9 %, в 1999 году — 71,3 %). Из 584 активных трудоспособных жителей работали 519 человек (274 мужчины и 245 женщин), 65 числились безработными (27 мужчин и 38 женщин). Среди 156 трудоспособных неактивных граждан 48 были учениками либо студентами, 58 — пенсионерами, а ещё 50 — были неактивны в силу других причин.
На протяжении 2010 года в коммуне числилось 460 облагаемых налогом домохозяйств, в которых проживало 1151,0 человек. При этом медиана доходов составила 20 тысяч 295 евро на одного налогоплательщика.

## Достопримечательности

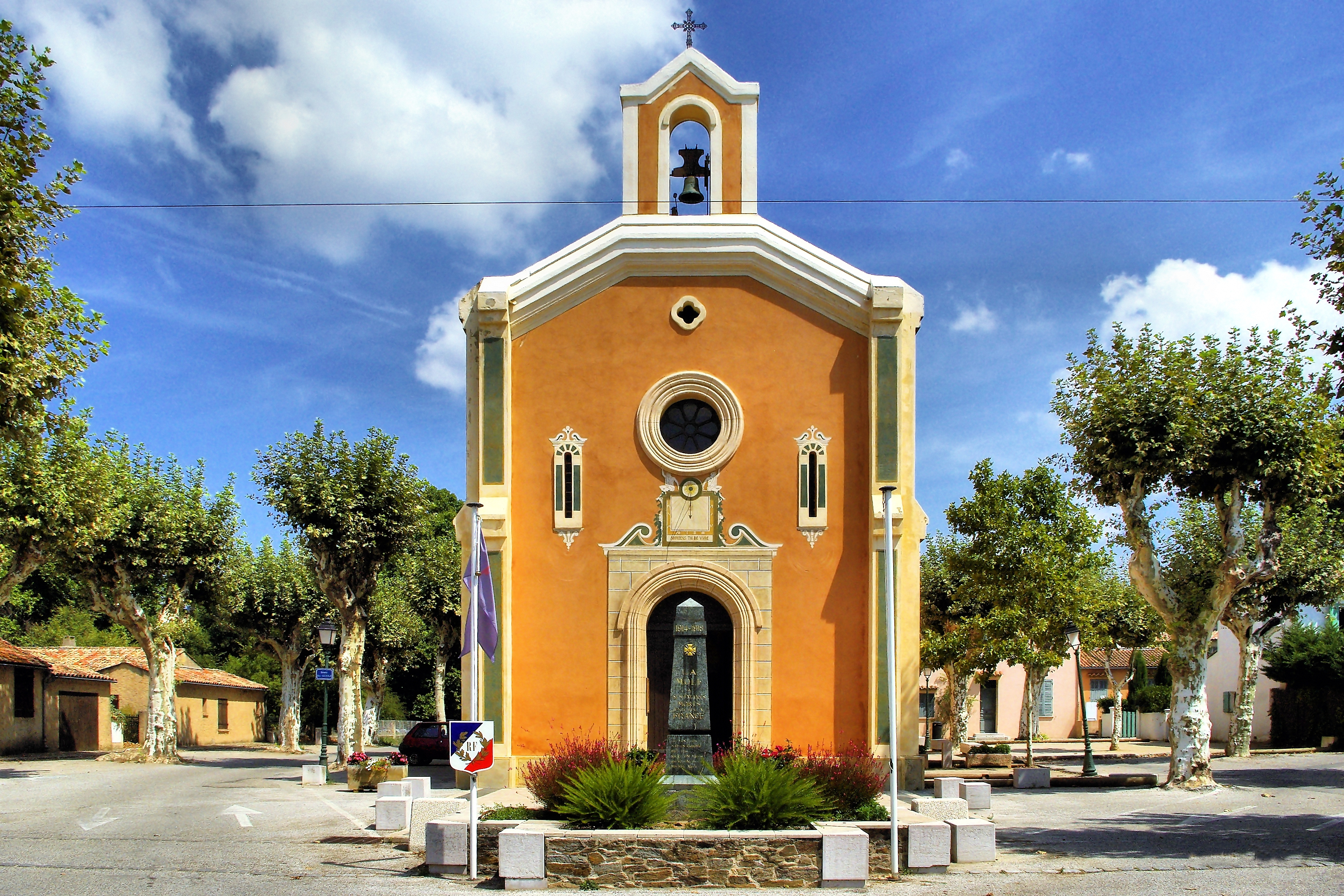
Церковь Св. Марии Магдалины

- Замок де Ла-Моль, в котором некоторое время жил французский военный лётчик и писатель Антуан де Сент-Экзюпери.